# Castillo de Cabeço de Vide
El castillo de Cabeço de Vide, en el Alentejo, se encuentra en el pueblo de Cabeço de Vide, municipio de  Fronteira, distrito de Portalegre, en Portugal.

## Historia

### Antecedentes
La primitiva ocupación humana de la región se remonta a la prehistoria, durante el período Neolítico, como demuestran los abundantes restos arqueológicos y monumentos megalíticos. La ocupación del llamado Cabeço de Vide, sin embargo, se atribuye a la época de la  invasión romana de la península ibérica.
A orillas de la calzada romana que unía las primitivas ciudades de Lisboa y  Mérida, la presencia de aguas medicinales sulfurosas determinó, desde el reinado de César Augusto (c. 119 a. C.), el establecimiento de un balneario, llamado A Sulfúrea, situado junto a un pequeño río embalsado, a un kilómetro al suroeste de la actual población.

### El castillo medieval
Aunque según la tradición local se dice que la primera fundación de la aldea fue en el sitio de Pombal en un momento en que una batalla, dejando muchos muertos por enterrar, causó una gran peste, lo que llevó a algunos supervivientes a buscar la cima del monte (cabeço) en busca de un aire mejor donde recuperaron la salud, la historia moderna de la aldea y su castillo se remonta a la época de la Reconquista  cristiana de la península.
 Afonso Henriques (1112-1185) conquistó el primitivo asentamiento de los musulmanes en 1160, manteniéndolo poco tiempo en su poder, ya que fue reconquistado y destruido por ellos en 1190 durante la ofensiva de  Iacube Almansur. Más tarde, con la posesión definitiva de Portugal sobre la región, el pueblo fue reconstruido en lo alto de la actual cabecera, atendiendo a razones estratégicas para defender esta región fronteriza. Entonces se construyó (o reconstruyó) un castillo y una cerca amurallada alrededor del pueblo.
En el siglo XVI, los dominios del Cabeço de Vide fueron donados a Diogo de Azambuja. En este período, el pueblo tendría importancia regional, como lo demuestra la fundación de la Santa Casa de Misericordia, por la reina  Leonor, en 1498. El Rey D. Manuel (1495-1521) le concedió una nueva carta en 1512.

### Desde la Guerra de Restauración hasta nuestros días
Durante la  Guerra de Restauración de la Independencia de Portugal, la ciudad sufrió graves daños, iniciándose un período de decadencia que culminó en el siglo XX con la extinción de su municipio, anexado al de Alter do Chão a partir del 24 de octubre de 1932, trasladándose al de Fronteira el 21 de diciembre del mismo año.
Este patrimonio está siendo clasificado actualmente.